# Сперматогенеза
Сперматогенеза је процес којим се хаплоидни сперматозоиди развијају из заметних ћелија у семенским тубулима тестиса. Овај процес почиње митотичком поделом матичних ћелија које се налазе близу базалне мембране тубула. Ове ћелије се називају сперматогонијске матичне ћелије. Митотска подела ових ствара две врсте ћелија. Ћелије типа А обнављају матичне ћелије, а ћелије типа Б се диференцирају у примарне сперматоците. Примарни сперматоцит се мејотски дели (Мејоза I) на два секундарна сперматоцита; сваки секундарни сперматоцит се дели на две једнаке хаплоидне сперматиде Мејозом II. Сперматиди се трансформишу у сперматозоиде (сперму) процесом спермиогенезе. Они се развијају у зреле сперматозоиде, познате и као сперматозоиди. Дакле, примарни сперматоцит даје две ћелије, секундарне сперматоците, а два секундарна сперматоцита својом поделом производе четири сперматозоида и четири хаплоидне ћелије.
Сперматозоиди су зрели мушки гамети у многим организмима који се сексуално размножавају. Дакле, сперматогенеза је мушка верзија гаметогенезе, чији је женски еквивалент оогенеза. Код сисара се јавља у семенским тубулима мушких тестиса на постепен начин. Сперматогенеза у великој мери зависи од оптималних услова за правилно одвијање процеса и неопходна је за сексуалну репродукцију. Метилација ДНК и модификација хистона су укључени у регулацију овог процеса. Почиње током пубертета и обично се наставља непрекидно до смрти, иако се може уочити благи пад у количини произведене сперме са порастом старости.
Сперматогенеза почиње у доњем делу семене цеви и постепено ћелије улазе дубље у цевчице и крећу се дуж ње све док зрели сперматозоиди не дођу до лумена, где се одлажу зрели сперматозоиди. Подела се дешава асинхроно; ако се цев пресече попречно може се уочити различита стања сазревања. Група ћелија са различитим стањима сазревања које се стварају у исто време назива се сперматогени талас.

## Сврха
Сперматогенеза производи зреле мушке гамете, које се обично називају сперматозоиди, које су у стању да оплоде други женски гамет, ооциту, током зачећа да би произвеле једноћелијску јединку познату као зигот. Ово је камен темељац сексуалне репродукције и укључује два гамета које обезбеђују половину нормалног скупа хромозома (хаплоидних) да би се добила хромозомски нормалан (диплоидни) зигот.
Да би се сачувао број хромозома у потомству – који се разликује између врста – једна од сваке гамете мора имати половину уобичајеног броја хромозома присутних у другим телесним ћелијама. У супротном, потомци ће имати двоструко већи број хромозома од нормалног, што може довести до озбиљних абнормалности. Код људи, хромозомске абнормалности које проистичу из погрешне сперматогенезе резултирају урођеним дефектима и абнормалним урођеним дефектима (Даунов синдром, Клинефелтеров синдром) и у већини случајева спонтани побачај фетуса у развоју.

## Локација код људи
Сперматогенеза се одвија у неколико структура мушког репродуктивног система. Почетни стадијуми се јављају унутар тестиса и напредују до епидидимиса где сазревају гамети и чувају се до ејакулације. Семиниферни тубули тестиса су полазна тачка за процес, где се сперматогонијалне матичне ћелије које се налазе поред унутрашњег зида тубула деле у центрипеталном смеру – почевши од зидова и настављајући у најдубљи део, или лумен – да би произвеле незрелу сперму. Сазревање се јавља у епидидимису. Локација [тестиси/мошнице] је посебно важна јер процес сперматогенезе захтева нижу температуру да би се произвела одржива сперма, тачније 1°-8° целзијуса нижа од нормалне телесне температуре од 37°. Клинички, мале флуктуације у температури, као што су атлетске потпорне траке, не узрокују оштећење одрживости или броја сперматозоида.

## Трајност
За људе, цео процес сперматогенезе се различито процењује да траје 74 дана (према биопсијама обележеним трицијумом) и приближно 120 дана (према мерењима ДНК сата). Укључујући транспорт по дукталном систему, потребно је 3 месеца. Тестиси производе 200 до 300 милиона сперматозоида дневно. Међутим, само око половина или 100 милиона од њих постаје одржива сперма.

## Фазе
Цео процес сперматогенезе може се поделити на неколико различитих фаза, од којих свака одговара одређеној врсти ћелије код људи. У следећој табели, плоидност, број копија и број хромозома/хроматида су за једну ћелију, генерално пре синтезе и деобе ДНК (у Г1 ако је примењиво). Примарни сперматоцит се зауставља након синтезе ДНК и пре деобе.
| Тип ћелије                           | Плоидија/ број хромозома ћелије (људска) | Копије ДНК/хроматиде (људске) | Процес у који ћелија улази   |
| сперматогонијум (types Ad, Ap and B) | диплоидни (2N) / 46                      | 2C / 46                       | Сперматоцитогенеза (митоза)  |
| Примарна сперматоцита                | диплоидни (2N) / 46                      | 4C / 2x46                     | Сперматидогенеза (мејоза I)  |
| Две секундарне сперматоците          | хаплоидни (N) / 23                       | 2C / 2x23                     | Сперматидогенеза (мејоза II) |
| Четири сперматиде                    | хаплоидни (N) / 23                       | C / 23                        | Спермиогенеза                |
| Четири функционална сперматозоида    | хаплоидни (N) / 23                       | C / 23                        | Спермијација                 |

### Сперматоцитогенеза
Сперматоцитогенеза је мушки облик гаметоцитогенезе и резултира формирањем сперматоцита који поседују половину нормалног комплемента генетског материјала. У сперматоцитогенези, диплоидни сперматогонијум, који се налази у базалном одељку семиниферних тубула, дели се митотички, производећи две диплоидне средње ћелије које се називају примарни сперматоцити. Сваки примарни сперматоцит се затим креће у адлуминални одељак семиниферних тубула и дуплира своју ДНК, а затим пролази кроз мејозу I да би произвео два хаплоидна секундарна сперматоцита, који ће се касније још једном поделити на хаплоидне сперматиде. Ова подела имплицира изворе генетске варијације, као што је насумично укључивање родитељских хромозома и хромозомско укрштање које повећава генетску варијабилност гамете. Машина за одговор на оштећење ДНК (DDR) игра важну улогу у сперматогенези. Протеин FMRP се везује за мејотске хромозоме и регулише динамику DDR машинерије током сперматогенезе. Чини се да је FMRP неопходан за поправку оштећења ДНК.
Свака деоба ћелије од сперматогонијума до сперматида је непотпуна; ћелије остају повезане једна са другом мостовима цитоплазме како би се омогућио синхрони развој. Не деле се све сперматогоније да би произвеле сперматоците; иначе би нестало залиха сперматогоније. Уместо тога, сперматогонијалне матичне ћелије се митотички деле да би произвеле своје копије, обезбеђујући константно снабдевање сперматогоније за подстицање сперматогенезе.

### Сперматидогенеза
Сперматидогенеза је стварање сперматида из секундарних сперматоцита. Раније произведени секундарни сперматоцити брзо улазе у мејозу II и деле се да би произвели хаплоидне сперматиде. Краткоћа ове фазе значи да се секундарни сперматоцити ретко виде у хистолошким студијама.

### Спермиогенеза
Током спермиогенезе, сперматиди почињу да формирају реп тако што расту микротубуле на једном од центриола, који се претвара у базално тело. Ове микротубуле формирају аксонему. Касније се центриол модификује у процесу редукције центрозома. Предњи део репа (који се назива средњи део) се дебља јер су митохондрије распоређене око аксонема да би се обезбедило снабдевање енергијом. ДНК сперматида такође пролази кроз паковање, постајући високо кондензована. ДНК је прво упакована специфичним нуклеарним базичним протеинима, који се касније замењују протаминима током елонгације сперматида. Добијени чврсто упаковани хроматин је транскрипционо неактиван. Голџијев апарат окружује сада кондензовано језгро и постаје акрозом.
Сазревање се затим одвија под утицајем тестостерона који уклања преосталу непотребну цитоплазму и органеле. Вишак цитоплазме, познат као резидуална тела, фагоцитозују околне Сертолијеве ћелије у тестисима. Добијени сперматозоиди су сада зрели, али немају покретљивост. Зрели сперматозоиди се ослобађају из заштитних Сертолијевих ћелија у лумен семиниферног тубула у процесу који се назива спермација.
Непокретни сперматозоиди се транспортују до епидидимиса у тестисној течности коју луче Сертолијеве ћелије уз помоћ перисталтичке контракције. Док су у епидидимису, сперматозоиди добијају покретљивост и постају способни за оплодњу. Међутим, транспорт зрелих сперматозоида кроз остатак мушког репродуктивног система се постиже контракцијом мишића, а не недавно стеченом покретљивошћу сперматозоида.

## Улога Сертолијевих ћелија
У свим фазама диференцијације, сперматогене ћелије су у блиском контакту са Сертолијевим ћелијама за које се сматра да пружају структурну и метаболичку подршку ћелијама сперме у развоју. Једна Сертолијева ћелија се протеже од базалне мембране до лумена семиниферног тубула, иако је цитоплазматске процесе тешко разликовати на светлосном микроскопском нивоу.
Сертолијеве ћелије обављају бројне функције током сперматогенезе, подржавају гамете у развоју на следеће начине:
- Одржавати окружење неопходно за развој и сазревање, преко крвно-тестисне баријере
- Излучују супстанце које иницирају мејозу
- Лучи потпорну течност тестиса
- луче андроген-везујући протеин (ABP), који концентрише тестостерон у непосредној близини игре у развоју
  - Тестостерон је потребан у веома великим количинама за одржавање репродуктивног тракта, а ABP омогућава много већи ниво плодности

- луче хормоне који утичу на контролу сперматогенезе хипофизе, посебно полипептидни хормон, инхибин
- Фагоцитоза резидуална цитоплазма преостала од спермиогенезе
- Лучење антимилеровог хормона изазива пропадање Милеровог канала[16]
- Заштитите сперматиде од имуног система мушкарца, преко крвно-тестисне баријере
- Допринети ниши сперматогонијских матичних ћелија

Молекули интерцелуларне адхезије ICAM-1 и растворљиви ICAM-1 имају антагонистичке ефекте на уске спојеве који формирају баријеру крвног тестиса. ICAM-2 молекули регулишу адхезију сперматида на апикалној страни баријере (према лумену).

## Фактори утицаја
Процес сперматогенезе је веома осетљив на флуктуације у околини, посебно на хормоне и температуру. Тестостерон је неопходан у великим локалним концентрацијама да би се одржао процес, што се постиже везивањем тестостерона помоћу протеина који везује андроген присутан у семиниферним тубулима. Тестостерон производе интерстицијалне ћелије, познате и као Лејдигове ћелије, које се налазе у близини семиниферних тубула.
Семеносни епител је осетљив на повишену температуру код људи и неких других врста и на њега ће негативно утицати температуре које су високе од нормалне телесне температуре. Поред тога, код већине сисара сперматогоније не сазревају на телесној температури, јер је β-полимерази и сперматогеној рекомбинази потребна специфична оптимална температура. Сходно томе, тестиси се налазе изван тела у кожној врећици која се зове скротум. Оптимална температура се одржава на 2 °C (мушкарац) (8°C миш) испод телесне температуре. Ово се постиже регулацијом протока крви и позиционирањем према и даље од топлоте тела помоћу кремастеричних мишића и глатких мишића дартос у скротуму.
Један важан механизам је термичка размена између тестиса артеријске и венске крви. Специјализовани анатомски аранжмани састоје се од две зоне намотавања дуж унутрашње сперматичне артерије. Овај анатомски распоред продужава време контакта и термичку размену између артеријских и венских крвотока тестиса и може, делимично, да објасни температурни градијент између аортне и артеријске крви тестиса пријављених код паса и овнова. Штавише, смањење пулсног притиска, које се јавља у проксималној трећини намотане дужине унутрашње сперматичне артерије.  Штавише, смањује се активност сперматогене рекомбиназе, што би требало да буде важан фактор дегенерације тестиса.
Недостаци у исхрани (као што су витамини Б, Е и А), анаболички стероиди, метали (кадмијум и олово), излагање рендгенским зрацима, диоксин, алкохол и заразне болести такође ће негативно утицати на брзину сперматогенезе. Поред тога, мушка заметна линија је подложна оштећењу ДНК узрокованом оксидативним стресом, а ово оштећење вероватно има значајан утицај на оплодњу и трудноћу. Према студији Омида Мехрпура и сарадника, изложеност пестицидима такође утиче на сперматогенезу.

## Хормонална контрола
Хормонска контрола сперматогенезе варира међу врстама. Код људи механизам није у потпуности схваћен; међутим, познато је да се иницијација сперматогенезе јавља у пубертету због интеракције хипоталамуса, хипофизе и Лајдигових ћелија. Ако се хипофиза уклони, сперматогенеза се и даље може покренути фоликул стимулишућим хормоном (FSH) и тестостероном. За разлику од FSH, чини се да лутеинизирајући хормон (LH) има малу улогу у сперматогенези осим индуковања производње тестостерона гонадама.
FSH стимулише и производњу андроген-везујућег протеина (ABP) од стране Сертолијевих ћелија и формирање баријере крви тестиса. ABP је неопходан за концентрацију тестостерона на довољно високим нивоима да започне и одржи сперматогенезу. Интратестикуларни нивои тестостерона су 20-100 или 50-200 пута већи од концентрације у крви, иако постоје варијације у распону од 5 до 10 пута међу здравим мушкарцима. Производња тестостерона не остаје константна током дана, већ прати циркадијални ритам. Максимални врх тестостерона се јавља у 8 сати ујутро, што објашњава зашто мушкарци често пате од јутарњих ерекција. Код млађих мушкараца, врхови тестостерона су виши. FSH може покренути секвестрирање тестостерона у тестисима, али када се једном развије, потребан је само тестостерон за одржавање сперматогенезе. Међутим, повећање нивоа FSH ће повећати производњу сперматозоида спречавањем апоптозе сперматогоније типа А. Хормон инхибин делује на смањење нивоа FSH. Студије на моделима глодара сугеришу да гонадотропини (и LH и FSH) подржавају процес сперматогенезе сузбијањем проапоптотичких сигнала и стога промовишу опстанак сперматогених ћелија.
Саме Сертолијеве ћелије посредују у деловима сперматогенезе кроз производњу хормона. Они су способни да производе хормоне естрадиол и инхибин. Лејдигове ћелије су такође способне да производе естрадиол поред свог главног производа тестостерона. Утврђено је да је естроген неопходан за сперматогенезу код животиња. Међутим, пронађено је да мушкарац са синдромом неосетљивости на естроген (дефектан ЕРα) производи сперму са нормалним бројем сперматозоида, иако абнормално ниском одрживошћу сперме; да ли је био стерилан или не, нејасно је. Превисоки нивои естрогена могу бити штетни за сперматогенезу због супресије секреције гонадотропина и продужетка интратестикуларне производње тестостерона. Чини се да је веза између сперматогенезе и нивоа пролактина умерена, при чему оптимални нивои пролактина одражавају ефикасну производњу сперме.

## Поремећаји
Поремећаји сперматогенезе могу узроковати олигоспермију, што је сперма са ниском концентрацијом сперме и чест је налаз код мушке неплодности.

## Даље читање
- Okano, Tsukasa; Ishiniwa, Hiroko; Onuma, Manabu; Shindo, Junji; Yokohata, Yasushi; Tamaoki, Masanori (23. 3. 2016). „Effects of environmental radiation on testes and spermatogenesis in wild large Japanese field mice ( Apodemus speciosus ) from Fukushima”. Scientific Reports. 6 (1): 23601. Bibcode:2016NatSR...623601O. PMC 4804236 . PMID 27005329. doi:10.1038/srep23601.
- Johnson, L.; Blanchard, T.L.; Varner, D.D.; Scrutchfield, W.L. (новембар 1997). „Factors affecting spermatogenesis in the stallion”. Theriogenology. 48 (7): 1199—1216. PMID 16728209. doi:10.1016/s0093-691x(97)00353-1.
- Bardin, C.W. (1991). „Pituitary-testicular axis”.  Ур.: Yen, S.S.C.; Jaffee, R.B. Reproductive Endocrinology (3rd изд.). Philadelphia: WB Saunders. ISBN 0721632068.
- Chambers, Christopher V.; Shafer, Mary-Ann; Adger, Hoover; Ohm-Smith, Marilyn; Millstein, Susan G.; Irwin, Charles E.; Schachter, Julius; Sweet, Richard (фебруар 1987). „Microflora of the urethra in adolescent boys: Relationships to sexual activity and nongonococcal urethritis”. The Journal of Pediatrics. 110 (2): 314—321. PMID 3100755. doi:10.1016/s0022-3476(87)80180-4.
- Czyba, J.C.; Girod, C. (1980). „Development of normal testis”.  Ур.: Hafez, E.S.E. Descended and Cryptorchid Testis. The Hague: Martinus Nijhoff. ISBN 9024723337.
- Whitmore, Willet F.; Karsh, Lawrence; Gittes, Ruben F. (октобар 1985). „The Role of Germinal Epithelium and Spermatogenesis in the Privileged Survival of Intratesticular Grafts”. Journal of Urology. 134 (4): 782—786. PMID 2863395. doi:10.1016/s0022-5347(17)47438-6.